# عبد الرحمن غريب
عبد الرحمن عبد الله غريب العسيري، لاعب كرة قدم سعودي، يلعب كلاعب جناح في نادي النصر ومنتخب السعودية.

## مسيرة اللاعب

### النادي الأهلي
غريب خريج أكاديمية الأهلي. تم استدعاؤه لأول مرة إلى الفريق الأول في ديسمبر 2017 ، بسبب إصابة العديد من لاعبي الفريق الأول. وقع أول عقد احترافي له في 17 سبتمبر 2018, سجل اللاعب هدف التأهل من أمام نادي باختاكور الأوزبكي لبطولة دوري ابطال اسيا 2018/2019

### نادي النصر
في 20 أغسطس 2022 ، انضم غريب إلى نادي النصر بعقد مدته أربع سنوات مقابل 22 مليون ريال سعودي.

## روابط خارجية
- عبد الرحمن غريب على موقع قاعدة بيانات كرة القدم.إي يو (الإنجليزية)
- عبد الرحمن غريب على موقع ناشيونال فوتبول تيمز (الإنجليزية)
- عبد الرحمن غريب على موقع Soccerway.com (الإنجليزية)
- عبد الرحمن غريب على موقع كووورة
- عبد الرحمن غريب على موقع اللجنة الأولمبية الدولية (الإنجليزية)
- عبد الرحمن غريب على موقع أوليمبيديا (الإنجليزية)